# Real Maryland Football Club
Il Real Maryland Football Club, meglio noto come Real Maryland Monarchs è un club calcistico statunitense fondato nel 2007 e che partecipa alla USL Second Division.
Gioca le partite in casa al Maryland SoccerPlex, situato nella cittadina di Boyds, vicino a Germantown (Maryland).
Soprannome della squadra è "The Monarchs" ("I Monarchi" in italiano), con riferimento alle radici coloniali del territorio, in cui a lungo dominò la monarchia spagnola.

## Rosa 2010
| N. |                        | Ruolo | Calciatore     |
| -- | ---------------------- | ----- | -------------- |
| 1  | Stati Uniti (bandiera) | P     | Brian Levey    |
| 6  | Stati Uniti (bandiera) | C     | Nate Baker     |
| 7  | Inghilterra (bandiera) | C     | Ben Hunter     |
| 9  | Stati Uniti (bandiera) | A     | David Bulow    |
| 10 | Giamaica (bandiera)    | A     | Joel Senior    |
| 11 | Inghilterra (bandiera) | A     | Jamie Darvill  |
| 12 | Russia (bandiera)      | C     | Rod Dyachenko  |
| 13 | Messico (bandiera)     | C     | Jose Bibiano   |
| 14 | Stati Uniti (bandiera) | A     | Jyler Noviello |
| 15 | Stati Uniti (bandiera) | C     | Andy Lorei     |
| 16 | Stati Uniti (bandiera) | C     | Israel Sesay   |

| N. |                           | Ruolo | Calciatore      |
| -- | ------------------------- | ----- | --------------- |
| 17 | Stati Uniti (bandiera)    | D     | Matt Williams   |
| 18 | Stati Uniti (bandiera)    | D     | Thomas Ryan     |
| 19 | Stati Uniti (bandiera)    | D     | John Raus       |
| 20 | Stati Uniti (bandiera)    | D     | Mike Pertz      |
| 22 | Stati Uniti (bandiera)    | P     | Brian Visser    |
| 23 | Galles (bandiera)         | D     | Gareth Evans    |
| 26 | Costa d'Avorio (bandiera) | A     | Axel Levry      |
|    | Costa d'Avorio (bandiera) | A     | Hamed Diallo    |
|    | Stati Uniti (bandiera)    | D     | Patrick Sweeney |
|    | Perù (bandiera)           | C     | Ricardo Unda    |

## Rosa 2009
| N. |                        | Ruolo | Calciatore          |
| -- | ---------------------- | ----- | ------------------- |
| 0  | Stati Uniti (bandiera) | P     | Dave Kern           |
| 1  | Stati Uniti (bandiera) | P     | Justin Hughes       |
| 2  | Stati Uniti (bandiera) | D     | John Borrajo        |
| 3  | Stati Uniti (bandiera) | D     | David Purser        |
| 4  | Cuba (bandiera)        | D     | Yendry Díaz         |
| 5  | Inghilterra (bandiera) | C     | Ashleigh Townsend   |
| 6  | Cuba (bandiera)        | C     | Loanny Cartaya      |
| 7  | Inghilterra (bandiera) | C     | Tom Taylor          |
| 8  | Stati Uniti (bandiera) | C     | Jeff Carroll        |
| 9  | Stati Uniti (bandiera) | A     | Jamie Holmes        |
| 10 | Stati Uniti (bandiera) | C     | Sean Rush           |
| 11 | Inghilterra (bandiera) | A     | Jody Banim          |
| 12 | Haiti (bandiera)       | C     | Marc Hérold Gracien |

| N. |                              | Ruolo | Calciatore         |
| -- | ---------------------------- | ----- | ------------------ |
| 13 | Stati Uniti (bandiera)       | A     | James Stevens      |
| 14 | Stati Uniti (bandiera)       | C     | Daniel Bulls       |
| 15 | El Salvador (bandiera)       | C     | Víctor Ramírez     |
| 16 | Stati Uniti (bandiera)       | D     | Cameron Chastain   |
| 17 | Trinidad e Tobago (bandiera) | D     | Fabien Lewis       |
| 18 | Germania (bandiera)          | C     | Michael Ghebru     |
| 19 | Bolivia (bandiera)           | C     | Sergio Salas       |
| 20 | Giamaica (bandiera)          | C     | Gary Brooks        |
| 21 | Stati Uniti (bandiera)       | C     | Pat Carroll        |
| 22 | Stati Uniti (bandiera)       | C     | Ryan Cordeiro      |
| 23 | Stati Uniti (bandiera)       | C     | Giuseppe Funicello |
| 24 | Brasile (bandiera)           | C     | Lucio Gonzaga      |
|    | Stati Uniti (bandiera)       | P     | Chris Fenner       |

## Rosa 2008
| N. |                        | Ruolo | Calciatore         |
| -- | ---------------------- | ----- | ------------------ |
| 1  | El Salvador (bandiera) | P     | Emilio Zelaya      |
| 2  | Camerun (bandiera)     | D     | Phillipe Bissohong |
| 3  | Stati Uniti (bandiera) | D     | Stephen Basso      |
| 4  | Stati Uniti (bandiera) | D     | Alfonso Martinez   |
| 5  | Islanda (bandiera)     | C     | Steven Tupy        |
| 6  | Messico (bandiera)     | C     | Jose Maldonado     |
| 7  | Stati Uniti (bandiera) | C     | Angel Higueras     |
| 8  | Stati Uniti (bandiera) | C     | Harold Peña        |
| 9  | Stati Uniti (bandiera) | A     | William Brindley   |
| 10 | Stati Uniti (bandiera) | C     | Clint Loughner     |
| 11 | El Salvador (bandiera) | C     | Teodoro Ramirez    |
| 12 | Stati Uniti (bandiera) | D     | Devlin Barnes      |
| 14 | Stati Uniti (bandiera) | C     | Muner Hassen       |

| N. |                        | Ruolo | Calciatore         |
| -- | ---------------------- | ----- | ------------------ |
| 15 | Barbados (bandiera)    | D     | Daryl Ferguson     |
| 16 | Bolivia (bandiera)     | C     | Bairon Ferrufino   |
| 17 | El Salvador (bandiera) | C     | Dennis Alas        |
| 18 | Colombia (bandiera)    | A     | Nilson Perez       |
| 19 | Brasile (bandiera)     | D     | Marcos Chantel     |
| 20 | El Salvador (bandiera) | A     | Ronald Cerritos    |
| 21 | Stati Uniti (bandiera) | C     | Matt Eby           |
| 22 | Liberia (bandiera)     | C     | Foday Kamara       |
| 23 | Brasile (bandiera)     | A     | Dangelo Da Silva   |
| 24 | El Salvador (bandiera) | C     | Víctor Ramírez     |
| 25 | Colombia (bandiera)    | P     | Cristian Montero   |
| 26 | Argentina (bandiera)   | C     | Pablo Hernán Gómez |